# السوق الکبیر
السوق الکبیر (به عربی: السوق الکبیر) یک منطقهٔ مسکونی در امارات متحده عربی است که در دبی، امارات واقع شده‌است.